# Lista de composições de Cécile Chaminade
Esta é a lista completa de composições originais existentes de Cécile Chaminade, compositora francesa nascida em Paris (1857-1944), pupila de Marie Gabriel Augustin Savard, Félix Le Couppey, Benjamin Godard e Martin Pierre Marsick. Chaminade foi a primeira compositora premiada com a Ordem Nacional da Legião de Honra, pianista talentosa que escreveu várias obras orquestrais, mais de 200 peças musicais e cerca de 150 melodias vocais como À Travers Bois, Op. 63, Les Deux Ménétriers, WU 11, nunca publicada, Ritournelle, W 265, e sua peça de assinatura, a composição L'anneau d'argent, W 284, entre elas os versos de Armand Silvestre, Jean Richepin, Júlio Verne, Rosemonde Gérard, Victor Hugo, e outros libretistas famosos de seu tempo.
Chaminade ocupa o primeiro lugar nas fileiras heterogêneas de mulheres compositoras de nossos dias, conhecida do público principalmente através de "canções" líricas e brilhantes peças para piano que foram gradualmente revividas. Suas principais obras incluem o primeiro Piano Trio, Op.11, a ópera La Sevillane, Op. 19, sua Suite d'orchestre, Op. 20, e sua Piano Sonata, Op.21, dedicada ao cunhado Moritz Moszkowski. Ela também escreveu sua única sinfonia Les Amazones, Op. 26, e outras grandes obras como o Ballet Symphonique Callirhoë, Op. 37, seu  Concertstück, Op. 40, Six Pièces Romantiques, à quatro mãos, Op. 55, e sua composição mais reconhecível, o Concertino, Op. 107, para flauta e orquestra.
Depois de 1890, Chaminade se afastou da música de grande formato para escrever peças mais populares que agradavam à maioria de suas fãs femininas. A sua música, harmoniosa e acessível, com melodias fáceis de recordar, suaves passagens cromáticas e texturas claras realçam a ingenuidade e a cor, sendo tipicamente francesas e muitas vezes inspiradas na dança. As melodias são muito expressivas e poéticas, adequadas para recitais. Cécile Chaminade foi uma compositora prolífica que teve tremendo sucesso especialmente na virada do século, mas que, infelizmente, foi relegada à obscuridade na segunda metade do século XX.

## Composições com número opus
Nota: Esta tábula está ordenada por Título, Tom, Instrumentação, Gênero e Data (de criação ou publicação; algumas composições mostram ambas) e não ordenada por número Opus ou Notas. A linha cinza escura ___ sob o Op. 59 funciona como um divisor cronológico ordenado por data entre as obras de grande formato de Chaminade e seu retorno a escrever peças mais populares.
| Título | Opus | Tom | Instrumentação                   | Gênero           | Data    | Notas     |
| --- | ---- | --- | -------------------------------- | ---------------- | ------- | --------- |
| - Étude Printanière (Primeiro Estudo) | 1a   | Lá bemol maior | Piano                            | Estudo           | 1876    | [ n 1 ]   |
| - Deux Mazurkas | 1b   | Fá maior | Piano                            | Mazurca          | 1869    | [ n 2 ]   |
| - Presto (Segundo Estudo) | 2    | Sol sustenido menor | Piano                            | Estudo           | 1878    | [ n 3 ]   |
| - Scherzo-Étude (Terceiro Estudo) | 3    | Lá maior | Piano                            | Estudo           | 1880    | [ n 4 ]   |
| - Six études artistiques (Quarto Estudo) | 4    | Fá sustenido menor | Piano                            | Estudo           | 1878    | [ n 5 ]   |
| - Menuet | 5    | Sol sustenido menor | Piano                            | Minueto          | 1878    | [ n 6 ]   |
| - Menuet | 5a   | Sol sustenido menor | Orquestra                        | Minueto          | 1882    | [ n 6 ]   |
| - Berceuse | 6    | Sol bemol maior | Piano                            | Cantiga          | 1878    | [ n 7 ]   |
| - Barcarolle | 7    | Fá maior | Piano                            | Barcarola        | 1880    | [ n 8 ]   |
| - Chaconne | 8    | Ré bemol maior | Piano                            | Chacona          | 1878    | [ n 9 ]   |
| - Deux Pièces 1. Pièce Romantique 2. Gavotte | 9    | Sol maior Lá menor | Piano                            | Suíte            | 1880    | [ n 10 ]  |
| - Scherzando | 10   | Lá maior | Piano                            | Scherzo          | 1880    | [ n 11 ]  |
| - Piano Trio No.1 1. Allegro 2. Andante 3. Presto 4. Allegro molto | 11   | Sol menor | Violino, Violoncelo, Piano       | Música de câmara | 1880    | [ n 12 ]  |
| - Pastorale Enfantine | 12   | Sol maior | Dois pianos                      | Pastoral         | 1885    | [ n 13 ]  |
| - Pastorale Enfantine | 12a  | Sol maior | Piano                            | Pastoral         | 1897    | [ n 13 ]  |
| - Les Noces d'Argent | 13   | Sol maior | Piano 8 mãos                     | Fantasia         | 1897    | [ n 14 ]  |
| - Les Noces d'Argent | 13a  | Sol maior | Piano                            | Fantasia         | 1907    | [ n 14 ]  |
| [Missing] | 14   | |                                  |                  |         |           |
| [Missing] | 15   | |                                  |                  |         |           |
| [Missing] | 16   | |                                  |                  |         |           |
| [Missing] | 17   | |                                  |                  |         |           |
| - Capriccio | 18   | Mi menor | Violino e Piano                  | Capricho         | 1890    | [ n 15 ]  |
| - Capriccio | 18a  | Mi menor | Piano                            | Capricho         | 1912    | [ n 15 ]  |
| - La Sévillane | 19   | Lá maior | Orquestra, Vozes                 | Ópera            | 1882    | [ n 16 ]  |
| - La Sévillane | 19a  | Lá maior | Piano                            | Abertura         | 1889    | [ n 16 ]  |
| - La Sévillane | 19b  | Lá maior | Dois pianos                      | Abertura         | 1891    | [ n 16 ]  |
| - Suite d'Orchestre 1. Marche-Impromptu 2. Intermezzo-Pas des Sylphes 3. Scherzo-Colombine 4. Choral-Les Noces d'Or | 20   | Lá bemol maior Lá bemol maior Si menor Ré maior                                                                           | Orquestra                        | Suíte            | 1881    | [ n 17 ]  |
| - Suite d'Orchestre 1. Marche-Impromptu 2. Intermezzo-Pas des Sylphes 3. Scherzo-Colombine 4. Choral-Les Noces d'Or | 20a  | Lá bemol maior Lá bemol maior Si menor Ré maior                                                                           | Dois pianos                      | Suíte            | 1881    | [ n 17 ]  |
| - Suite d'Orchestre 1. Marche-Impromptu 2. Intermezzo-Pas des Sylphes 3. Scherzo-Colombine 4. Choral-Les Noces d'Or | 20b  | Lá bemol maior Lá bemol maior Si menor Ré maior                                                                           | Piano                            | Suíte            | 1907-08 | [ n 17 ]  |
| - Piano Sonata 1. Allegro appassionato 2. Andante 3. Allegro | 21   | Dó menor Lá bemol maior Dó menor                                                                                          | Piano                            | Sonata           | 1893-95 | [ n 18 ]  |
| - Orientale | 22   | Mi menor | Piano                            | Capricho         | 1885    | [ n 19 ]  |
| - Orientale | 22a  | Mi menor | Orquestra                        | Capricho         | 1883    | [ n 19 ]  |
| - Minuetto | 23   | Si menor | Piano                            | Minueto          | 1881-83 | [ n 20 ]  |
| - Libellules | 24   | Sol maior | Piano                            | Peça             | 1881    | [ n 21 ]  |
| - Deux Morceaux 1. Mélancolie 2. Humoresque | 25   | Lá menor Lá maior | Piano                            | Peça             | 1885    | [ n 22 ]  |
| - Les Amazones | 26   | Fá menor | Orquestra, Coral, e Soloistas    | Sinfonia         | 1884-88 | [ n 23 ]  |
| - Deux Morceaux 1. Piano 4 mãos 2. Zingara | 27   | Lá maior Lá menor | Piano                            | Peça             | 1883-85 | [ n 24 ]  |
| - Zingara | 27a  | Lá menor | Orquestra                        | Peça             | 1883-85 | [ n 24 ]  |
| - Étude Symphonique | 28   | Si bemol maior | Piano                            | Estudo           | 1884    | [ n 25 ]  |
| - Sérénade | 29   | Ré maior | Piano                            | Serenata         | 1884    | [ n 26 ]  |
| - Sérénade | 29a  | Ré maior | Orquestra                        | Serenata         | ?       | [ n 26 ]  |
| - Air de Ballet | 30   | Sol maior | Balé                             | Ária             | 1884    | [ n 27 ]  |
| - Trois Morceaux 1. Andantino 2. Romanza 3. Bohémienne | 31   | Si menor Ré menor Dó maior                                                                                                | Violino e Piano                  | Peça             | 1885    | [ n 28 ]  |
| - Romanza | 31a  | Ré menor | Violoncelo e Piano               | Peça             | ?       | [ n 28 ]  |
| - Guitare | 32   | Mi menor | Piano                            | Capricho         | 1885    | [ n 29 ]  |
| - Valse-Caprice (Primeira Valsa) | 33   | Ré bemol maior | Piano                            | Capricho         | 1885    | [ n 30 ]  |
| - Piano Trio No. 2 1. Allegro Moderato 2. Lento 3. Allegro Energico | 34   | Lá menor | Violino, Violoncelo, Piano       | Música de câmara | 1886    | [ n 31 ]  |
| - Six Études de Concert 1. Scherzo. Allegro 2. Automne. Lento 3. Fileuse. Allegro 4. Appassionato. Allegro 5. Impromptu. Andante 6. Tarentelle. Allegro vivace | 35   | Dó maior Ré bemol maior Mi maior Dó menor Fá maior Ré maior                                                               | Piano                            | Estudo           | 1886    | [ n 32 ]  |
| - Automne | 35a  | Ré bemol maior | Piano 4 mãos                     | Estudo           | 1924    | [ n 32 ]  |
| - Tarentelle | 35b  | Ré maior | Orquestra                        | Estudo           | 1886    | [ n 32 ]  |
| - Deux Pièces 1. Intermède 2. Pas des Cymbales [from Callirhoë] | 36   | Si bemol maior | Dois pianos                      | Balé             | 1886    | [ n 33 ]  |
| - Deux Pièces 1. Intermède 2. Pas des Cymbales [from Callirhoë] | 36a  | Ré bemol maior | Piano 4 mãos                     | Balé             | 1887    | [ n 33 ]  |
| - Callirhoë: Ballet symphonique 1. Prélude 2. Scherzo 3. Pas des Amphores 4. Entrée d’Alcmaeon 5. Pas des Écharpes 6. Pas du Voile 7. Orage (Musique de Scène) 8. Marche Sacrée 9. Musique de Scène 10. Scherzetto 11. Pas des Cymbales (Musique de Scène) 12. Divertissement: Andante Le Corps de Ballet 13. Pas Guerrier (Alcmaeon Seul) 14. Variation (Callirhoë Seul) 15. Danse Orientale (Venus et Les Amours) 16. Valse 17. Musique de Scène 18. Musique de Scène 19. Scène Pastorale 20. Danse Pastorale 21. Musique de Scène 22. Valse Finale | 37   | Mi maior 2 Sol menor 4 Dó sustenido menor 7 8 9 Ré bemol maior Si menor 12 13 14 15 16 17 18 19 Si menor 21 22            | Orquestra                        | Balé             | 1887-89 | [ n 34 ]  |
| - Callirhoë: Suite d'Orchestre 1. Prélude 2. Pas du Voile 3. Scherzettino 4. Pas des Cymbales | 37a  | Mi maior Dó sustenido menor Ré bemol maior Si menor                                                                       | Piano                            | Suíte            | 1890    | [ n 35 ]  |
| - Cinq Airs de Ballet [from Callirhoë] 1. Pas des Amphores (Segunda Ária de Balé) 2. Pas des Écharpes (Terceira Ária de Balé) 3. Callirhoë (Variation) (Quarta Ária de Balé) 4. Danse Pastorale (Quinta Ária de Balé) 5. Danse Orientale | 37b  | Sol menor Dó sustenido menor Mi menor Si menor 5                                                                          | Piano                            | Ária             | 1888    | [ n 36 ]  |
| - Deux Airs de Ballet [from Callirhoë] 1. Danse Orientale 2. Danse Pastorale | 37c  | 1 Si menor | Piano 4 mãos                     | Ária             | 1888    | [ n 37 ]  |
| - Marine | 38   | Sol maior | Piano                            | Peça             | 1906    | [ n 38 ]  |
| - Toccata | 39   | Dó menor | Piano                            | Tocata           | 1887    | [ n 39 ]  |
| - Concertstück | 40   | Dó sustenido menor | Piano e Orquestra                | Concertino       | 1888    | [ n 40 ]  |
| - Pierrette | 41   | Mi bemol maior | Piano                            | Ária             | 1889    | [ n 41 ]  |
| - Les Willis | 42   | Ré bemol maior | Piano                            | Capricho         | 1889    | [ n 42 ]  |
| - Gigue | 43   | Ré maior | Piano                            | Giga             | 1889    | [ n 43 ]  |
| - Les Feux de la Saint-Jean | 44   | Sol maior | Solistas, Coro Feminino e Piano  | Coral            | 1890    | [ n 44 ]  |
| - Sous l'Aile Blanche des Voiles | 45   | Lá bemol maior | Solistas, Coro Feminino e Piano  | Coral            | 1890    | [ n 45 ]  |
| - Pardon Breton | 46   | Sol maior | Solistas, Coro Feminino e Piano  | Coral            | 1890    | [ n 46 ]  |
| - Noce Hongroise | 47   | Fá maior | Solistas, Coro Feminino e Piano  | Coral            | 1890    | [ n 47 ]  |
| - Noël des Marins | 48   | Ré menor | Solistas, Coro Feminino e Piano  | Coral            | 1890    | [ n 48 ]  |
| - Les Filles d'Arles | 49   | Fá maior | Solistas, Coro Feminino e Piano  | Coral            | 1890    | [ n 49 ]  |
| - La Lisonjera (L'Enjôleuse) | 50   | Sol sustenido maior | Piano                            | Peça             | 1897    | [ n 50 ]  |
| - La Livry | 51   | Mi maior | Piano                            | Ária             | 1890    | [ n 51 ]  |
| - Capriccio Appassionato | 52   | Lá bemol maior | Piano                            | Capricho         | 1890    | [ n 52 ]  |
| - Arlequine | 53   | Fá maior | Piano                            | Peça             | 1890    | [ n 53 ]  |
| - Lolita. Capricho espagnol | 54   | Ré bemol maior | Piano                            | Capricho         | 1890    | [ n 54 ]  |
| - Six Pièces Romantiques 1. Primavera 2. La Chaise à Porteurs 3. Idylle Arabe 4. Sérénade d'Automne 5. Danse Hindoue 6. Rigaudon | 55   | Fá maior Dó maior Ré menor Si menor Dó maior Lá menor                                                                     | Piano 4 mãos                     | Peça             | 1890    | [ n 55 ]  |
| - La Chaise à Porteurs | 55a  | Dó maior | Violino e Piano                  | Peça             | 1896    | [ n 55 ]  |
| - La Chaise à Porteurs | 55b  | Dó maior | Violoncelo e Piano               | Peça             | 1896    | [ n 55 ]  |
| - Pièces Romantiques 1. Idylle arabe 2. Danse Hindoue 3. Rigaudon 4. La Chaise à Porteurs 5. Idylle arabe 6. Sérénade d'Automne | 55c  | Ré menor Dó maior Lá menor                                                                                                | Piano                            | Peça             | 1923    | [ n 55 ]  |
| - Pièces Romantiques 1. Idylle arabe 2. Danse Hindoue 3. Rigaudon 4. La Chaise à Porteurs 5. Idylle arabe 6. Sérénade d'Automne | 55d  | Dó maior Ré menor Si menor                                                                                                | Orquestra                        | Peça             | ?       | [ n 55 ]  |
| - Scaramouche | 56   | Dó sustenido menor | Piano                            | Capricho         | 1890    | [ n 56 ]  |
| - Havanaise | 57   | Mi bemol menor | Piano                            | Habanera         | 1891    | [ n 57 ]  |
| - Mazurka Suédoise | 58   | Lá menor | Piano                            | Mazurca          | 1891    | [ n 58 ]  |
| - Andante et Scherzettino [from Callirhoë] | 59   | Ré maior Si bemol maior                                                                                                   | Dois pianos                      | Scherzo          | 1889    | [ n 59 ]  |
| - Les Sylvains | 60   | Ré maior | Piano                            | Peça             | 1892    | [ n 60 ]  |
| - Les Sylvains | 60a  | Ré maior | Violino e Piano                  | Peça             | 1923    | [ n 60 ]  |
| - Arabesque No. 1 | 61   | Sol menor | Piano                            | Arabesco         | 1892    | [ n 61 ]  |
| - Barcarolle | 62   | Fá maior | 2 Vozes e Piano                  | Canção           | 1892    | [ n 62 ]  |
| - À travers Bois | 63   | Sol maior | 2 Vozes e Piano                  | Canção           | 1892    | [ n 63 ]  |
| - Marthe et Marie | 64   | Ré maior | 2 Vozes e Piano                  | Canção           | 1893    | [ n 64 ]  |
| - Nocturne Pyrénéen | 65   | Lá bemol maior | 2 Vozes e Piano                  | Canção           | 1892    | [ n 65 ]  |
| - Studio | 66   | Si menor | Piano                            | Estudo           | 1878    | [ n 66 ]  |
| - Capricho espagnole (La Morena) | 67   | Ré bemol maior | Piano                            | Capricho         | 1892    | [ n 67 ]  |
| - Les Fiancés | 68   | Fá maior | 2 Vozes e Piano                  | Canção           | 1892    | [ n 68 ]  |
| - L'Angélus | 69   | Fá menor | 2 Vozes e Piano                  | Canção           | 1893    | [ n 69 ]  |
| - Le Pêcheur et l'Ondine | 70   | Ré maior | 2 Vozes e Piano                  | Canção           | 1893    | [ n 70 ]  |
| - Duo d'étoiles | 71   | Lá maior | 2 Vozes e Piano                  | Canção           | 1892    | [ n 71 ]  |
| [Missing] | 72   | |                                  |                  |         |           |
| - Valse Carnavalesque | 73   | Fá maior | Dois pianos                      | Valsa            | 1894    | [ n 72 ]  |
| - Pièce dans le style ancien | 74   | Mi menor | Piano                            | Peça             | 1893    | [ n 73 ]  |
| - Pièce dans le style ancien | 74a  | Mi menor | Piano 4 mãos                     | Peça             | 1893    | [ n 73 ]  |
| - Pièce dans le style ancien | 74b  | Mi menor | Violino e Piano                  | Peça             | 1925    | [ n 73 ]  |
| - Danse Ancienne | 75   | Lá maior | Piano                            | Dança            | 1893    | [ n 74 ]  |
| - Six Romances sans Paroles 1. Souvenance 2. Élévation 3. Idylle 4. Églogue 5. Chanson Bretonne 6. Méditation | 76   | Si menor Dó sustenido menor Mi menor Mi bemol menor Ré menor Fá menor                                                     | Piano                            | Romance          | 1893    | [ n 75 ]  |
| - Six Romances sans Paroles 1. Souvenance 2. Élévation 3. Idylle 4. Églogue 5. Chanson Bretonne 6. Méditation | 76a  | Si menor Dó sustenido menor Mi menor Mi bemol menor Ré menor Fá menor                                                     | Piano 4 mãos                     | Romance          | 1923    | [ n 75 ]  |
| - Chanson Bretonne | 76b  | Ré menor | Violino e Piano                  | Canção           | 1924    | [ n 75 ]  |
| - Deuxième Valse | 77   | Lá maior | Piano                            | Valsa            | 1895    | [ n 76 ]  |
| - Prélude | 78   | Fá maior | Organ                            | Prelude          | 1895    | [ n 77 ]  |
| - Prélude | 78a  | Fá maior | Piano                            | Prelude          | 1895    | [ n 77 ]  |
| - Deux Pièces 1. Le Matin 2. Le Soir | 79   | Sol maior Sol menor | Orquestra                        | Peça             | 1895    | [ n 78 ]  |
| - Deux Pièces 1. Le Matin 2. Le Soir | 79a  | Sol maior Sol menor | Dois pianos                      | Peça             | 1895    | [ n 78 ]  |
| - Le Matín | 79b  | Sol maior | Piano                            | Peça             | 1911    | [ n 78 ]  |
| - Le Matín | 79c  | Sol maior | Piano 4 mãos                     | Peça             | 1923    | [ n 78 ]  |
| - Le Matín | 79d  | Sol maior | Violino e Piano                  | Peça             | 1925    | [ n 78 ]  |
| - Troisième Valse Brillante | 80   | Lá bemol maior | Piano                            | Valsa            | 1898    | [ n 79 ]  |
| - Terpsichore. Sixième Air de Ballet | 81   | Si bemol maior | Piano                            | Ária             | 1896    | [ n 80 ]  |
| - Chanson Napolitaine | 82   | Ré maior | Piano                            | Canção           | 1896    | [ n 81 ]  |
| - Ritournelle | 83   | Mi bemol maior | Voz e Piano                      | Ritournelle      | 1896    | [ n 82 ]  |
| - Ritournelle | 83a  | Mi bemol maior | Piano 4 mãos                     | Ritournelle      | 1896    | [ n 82 ]  |
| - Ritournelle | 83b  | Mi bemol maior | Violino e Piano                  | Ritournelle      | 1903    | [ n 82 ]  |
| - Trois Préludes Mélodiques | 84   | Lá menor Fá maior Ré menor                                                                                                | Piano                            | Prelúdio         | 1896    | [ n 83 ]  |
| - Vert-Galant | 85   | Si bemol menor | Piano                            | Peça             | 1896    | [ n 84 ]  |
| - Ballade | 86   | Lá menor | Piano                            | Balada           | 1896    | [ n 85 ]  |
| - Six Pièces Humoristiques 1. Réveil 2. Sous Bois 3. Inquiétude 4. Autrefois 5. Consolation 6. Norvégienne | 87   | Ré maior 2 3 Lá menor Si maior 6                                                                                          | Piano                            | Peça             | 1897    | [ n 86 ]  |
| - Rimembranza | 88   | Sol maior | Piano                            | Peça             | 1898    | [ n 87 ]  |
| - Rimembranza | 88a  | Sol maior | Piano 4 mãos                     | Peça             | 1923    | [ n 87 ]  |
| - Thème Varié | 89   | Lá maior | Piano                            | Peça             | 1898    | [ n 88 ]  |
| - Légende | 90   | Ré menor | Piano                            | Peça             | 1898    | [ n 89 ]  |
| - Quatrième Valse | 91   | Sol bemol maior | Piano                            | Valsa            | 1901    | [ n 90 ]  |
| - Quatrième Valse | 91a  | Sol bemol maior | Piano 4 mãos                     | Valsa            | 1923    | [ n 90 ]  |
| - Deuxième Arabesque | 92   | Ré bemol maior | Piano                            | Arabesco         | 1898    | [ n 91 ]  |
| - Valse Humoristique | 93   | | Piano                            | Valsa            | 1906    | [ n 92 ]  |
| - Danse Créole (Deuxième Havanaise) | 94   | Sol bemol maior | Piano                            | Habanera         | 1898    | [ n 93 ]  |
| - Danse Créole (Deuxième Havanaise) | 94a  | Sol bemol maior | Piano 4 mãos                     | Habanera         | 1925    | [ n 93 ]  |
| - Trois Danses Anciennes 1. Passepied 2. Pavane 3. Courante | 95   | Ré maior Mi menor Dó maior                                                                                                | Piano                            | Dança            | 1899    | [ n 94 ]  |
| - Pavane | 95a  | Mi menor | Piano 4 mãos                     | Dança            | 1899    | [ n 94 ]  |
| - Chant du Nord | 96   | | Violino e Piano                  | Peça             | 1899    | [ n 95 ]  |
| - Rondeau | 97   | Lá maior | Violino e Piano                  | Rondo            | 1899    | [ n 96 ]  |
| - Six Feuillets d'Album 1. Promenade 2. Scherzetto 3. Élégie 4. Valse Arabesque 5. Chanson Russe 6. Rondo Allègre | 98   | Sol bemol maior Si bemol maior Ré bemol maior Lá bemol maior Lá menor Dó maior                                            | Violino e Piano                  | Suíte            | 1900    | [ n 97 ]  |
| - Poèmes Évangéliques 1. L'Étoile 2. Les Humbles 3. Les Pêcheurs 4. La Jeune Fille 5. Les Petits Enfants 6. Sainte-Magdeleine | 99   | Lá maior Fá menor Lá bemol maior Dó maior Fá menor Lá menor                                                               | Côro Feminino e Piano            | Coral            | 1903    | [ n 98 ]  |
| - Aux Dieux Sylvains | 100  | Sol maior | Côro Feminino e Piano            | Canção           | 1900    | [ n 99 ]  |
| - L'Ondine | 101  | Mi bemol maior | Piano                            | Melodia          | 1900    | [ n 100 ] |
| - L'Ondine | 101a | Mi bemol maior | Piano 4 mãos                     | Melodia          | 1923    | [ n 100 ] |
| - Joie d'Aimer | 102  | Sol maior | Voz e Piano                      | Canção           | 1900    | [ n 101 ] |
| - Moment Musical | 103  | Lá maior | Piano                            | Melodia          | 1900    | [ n 102 ] |
| - Moment Musical | 103a | Lá maior | Piano 4 mãos                     | Melodia          | 1923    | [ n 102 ] |
| - Tristesse | 104  | Dó sustenido menor | Piano                            | Melodia          | 1901    | [ n 103 ] |
| - Divertissement | 105  | Ré maior | Piano                            | Melodia          | 1901    | [ n 104 ] |
| - Expansion | 106  | Mi maior | Piano                            | Melodia          | 1901    | [ n 105 ] |
| - Concertino | 107  | Sol maior | Flauta e Orquestra               | Concertino       | 1902    | [ n 106 ] |
| - Agitato | 108  | | Piano                            | Peça             | 1902    | [ n 107 ] |
| - Valse Militaire (Quinta Valsa) | 109  | Lá menor | Piano                            | Valsa            | 1902    | [ n 108 ] |
| - Valse Militaire (Quinta Valsa) | 109a | Lá menor | Piano 4 mãos                     | Valsa            | 1902    | [ n 108 ] |
| - Novelette | 110  | Dó maior | Piano                            | Novela           | 1903    | [ n 109 ] |
| - Souvenirs Lointains | 111  | Fá maior | Piano                            | Melodia          | 1903    | [ n 110 ] |
| - Valse-Ballet (Sexta Valsa) | 112  | Dó maior | Piano                            | Valsa            | 1904    | [ n 111 ] |
| - Capricho Humoristique | 113  | Mi maior | Piano                            | Capricho         | 1904    | [ n 112 ] |
| - Pastorale | 114  | Fá maior | Piano                            | Pastoral         | 1904    | [ n 113 ] |
| - Valse Romantique (Sétima Valsa) | 115  | Lá maior | Piano                            | Valsa            | 1905    | [ n 114 ] |
| - Valse Romantique (Sétima Valsa) | 115a | Lá maior | Piano 4 mãos                     | Valsa            | 1924    | [ n 114 ] |
| - Sous le Masque | 116  | Sol maior | Piano                            | Melodia          | 1905    | [ n 115 ] |
| - Duo Symphonique | 117  | Mi bemol maior | Dois pianos                      | Peça             | 1905    | [ n 116 ] |
| - Étude Mélodique | 118  | Sol bemol maior | Piano                            | Estudo           | 1906    | [ n 117 ] |
| - Valse Tendre | 119  | Fá maior | Piano                            | Valsa            | 1906    | [ n 118 ] |
| - Variations sur un Thème Original | 120  | Sol maior | Piano                            | Peça             | 1906    | [ n 119 ] |
| - Deuxième Gavotte | 121  | Ré bemol maior | Piano                            | Gavota           | 1906    | [ n 120 ] |
| - Deuxième Gavotte | 121a | Ré bemol maior | Piano 4 mãos                     | Gavota           | 1906    | [ n 120 ] |
| - Contes Bleus | 122  | Ré maior Sol maior Si menor                                                                                               | Piano                            | Peça             | 1906    | [ n 121 ] |
| - Contes Bleus | 122a | Ré maior Sol maior Si menor                                                                                               | Piano 4 mãos                     | Peça             | 1923    | [ n 121 ] |
| - Album des Enfants (première série) 1. Prélude 2. Intermezzo 3. Canzonetta 4. Rondeau 5. Gavotte 6. Gigue 7. Romance 8. Barcarolle 9. Orientale 10. Tarentelle 11. Air de Ballet 12. Marche Russe | 123  | Dó maior Sol maior Lá menor Fá maior Lá menor Ré menor Fá sustenido menor Mi menor Lá menor Ré maior Fá maior             | Piano                            | Suite            | 1906    | [ n 122 ] |
| - Étude Pathétique | 124  | Si menor | Piano                            | Estudo           | 1906    | [ n 123 ] |
| - Sommeil d'Enfant | 125  | Si menor | Violoncelo e Piano               | Peça             | 1907    | [ n 124 ] |
| - Album des Enfants (deuxième série) 1. Idylle 2. Aubade 3. Rigaudon 4. Églogue 5. Ballade 6. Scherzo-Valse 7. Élégie 8. Novelette 9. Patrouille 10. Villanelle 11. Conte de Fées 12. Valse Mignonne | 126  | Lá menor Mi maior Lá menor Sol maior Si bemol maior Ré maior Ré menor Fá maior Sol menor Lá maior Dó maior Si bemol maior | Piano                            | Suite            | 1907    | [ n 125 ] |
| - Poème Provençal 1. Dans la Lande 2. Solitude 3. Le Passé 4. Les Pêcheurs de Nuit | 127  | Mi menor Fá sustenido menor Si bemol menor Ré menor                                                                       | Piano                            | Peça             | 1908    | [ n 126 ] |
| - Pastel | 128  | Lá bemol maior | Piano                            | Peça             | 1908    | [ n 127 ] |
| - Menuet Galant | 129  | Sol maior | Piano                            | Minueto          | 1908    | [ n 128 ] |
| - Passacaille | 130  | Mi maior | Piano                            | Passacaglia      | 1909    | [ n 129 ] |
| - Marche Américaine | 131  | Si maior | Piano                            | Marcha           | 1909    | [ n 130 ] |
| - Étude Romantique | 132  | Sol bemol maior | Piano                            | Estudo           | 1909    | [ n 131 ] |
| - Ronde du Crépuscule | 133  | Sol maior | Solistas e côro feminino         | Coral            | 1909    | [ n 132 ] |
| - Le Retour | 134  | Dó maior | Piano                            | Peça             | 1909    | [ n 133 ] |
| - La Barque d'Amour | 135  | Sol maior | Piano                            | Peça             | 1910    | [ n 134 ] |
| - Capricietto | 136  | | Piano                            | Capricho         | 1910    | [ n 135 ] |
| - Romance en Ré | 137  | Ré maior | Piano                            | Romance          | 1910    | [ n 136 ] |
| - Étude Humoristique | 138  | Fá sustenido menor | Piano                            | Estudo           | 1910    | [ n 137 ] |
| - Étude Scolastique | 139  | Lá menor | Piano                            | Estudo           | 1910    | [ n 138 ] |
| - Aubade | 140  | Mi maior | Piano                            | Serenata         | 1911    | [ n 139 ] |
| - Suédoise | 141  | Si maior | Piano                            | Peça             | 1911    | [ n 140 ] |
| - Sérénade aux Étoiles | 142  | Ré maior | Flauta e Piano                   | Serenata         | 1911    | [ n 141 ] |
| - Cortège | 143  | Lá maior | Piano                            | Cortège          | 1911    | [ n 142 ] |
| - Troisième Gavotte | 144  | Lá menor | Piano                            | Gavota           | 1911    | [ n 143 ] |
| - Scherzo-Caprice | 145  | Sol sustenido maior | Piano                            | Capricho         | 1912    | [ n 144 ] |
| - Feuilles d'Automne | 146  | Ré bemol maior | Piano                            | Peça             | 1912    | [ n 145 ] |
| - Les Bohémiens | 147  | Sol menor | Piano                            | Peça             | 1913    | [ n 146 ] |
| - Scherzo-Valse | 148  | Ré maior | Piano                            | Scherzo          | 1913    | [ n 147 ] |
| - Quatrième Gavotte | 149  | Sol menor | Piano                            | Gavota           | 1913    | [ n 148 ] |
| - Sérénade Espagnole | 150  | Mi bemol maior | Piano                            | Serenata         | 1895    | [ n 149 ] |
| - Sérénade Espagnole | 150a | Mi bemol maior | Piano 4 mãos                     | Serenata         | 1895    | [ n 149 ] |
| - Écossaise | 151  | Sol maior | Piano                            | Écossaise        | 1914    | [ n 150 ] |
| - Interlude | 152  | Ré maior | Piano                            | Peça             | 1914    | [ n 151 ] |
| - Interlude | 152a | Ré maior | Piano 4 mãos                     | Peça             | 1925    | [ n 151 ] |
| - Capricho-Impromptu | 153  | Mi menor | Piano                            | Capricho         | 1914    | [ n 152 ] |
| - Sérénade Vénitienne | 154  | Sol bemol maior | Piano                            | Serenata         | 1914    | [ n 153 ] |
| - Au Pays Dévasté | 155  | Sol menor | Piano                            | Peça             | 1919    | [ n 153 ] |
| - Berceuse du Petit Soldat Blessé | 156  | Lá maior | Piano                            | Cantiga          | 1919    | [ n 153 ] |
| - Chanson d'Orient | 157  | Lá menor | Piano                            | Canção           | 1919    | [ n 153 ] |
| - Danse Païenne | 158  | Ré maior | Piano                            | Dança            | 1919    | [ n 153 ] |
| - Les Elfes des Bois | 159  | Mi menor | Soloistas, Côro Feminino e Piano | Coral            | 1920    | [ n 154 ] |
| - Les Sirènes | 160  | Fá menor | Soloistas, Côro Feminino e Piano | Coral            | 1920    | [ n 155 ] |
| - Chanson Nègre | 161  | Dó sustenido menor | Piano                            | Canção           | 1921    | [ n 156 ] |
| - Cinquième Gavotte | 162  | Lá menor | Piano                            | Gavota           | 1921    | [ n 157 ] |
| - Romanesca | 163  | | Piano                            | Romanesca        | 1923    | [ n 158 ] |
| - Air à Danser | 164  | | Piano                            | Ária             | 1923    | [ n 159 ] |
| - Nocturne | 165  | Si maior | Piano                            | Nocturne         | 1925    | [ n 160 ] |
| - Berceuse Arabe | 166  | Si menor | Piano                            | Cantiga          | 1925    | [ n 161 ] |
| - Messe 1. Kyrie 2. Glória 3. Sanctus et Benedictus 4. O Salutaris 5. Agnus Dei | 167  | Ré maior Dó maior Mi menor Mi bemol maior Sol maior                                                                       | Duas vozes, Orgão ou Harmonium   | Missa            | 1927    | [ n 162 ] |
| - Dans l'Arène | 168  | | Piano                            | Peça             | 1928    | [ n 163 ] |
| - Valse d'Automne | 169  | Fá menor | Piano                            | Valsa            | 1928    | [ n 164 ] |
| - Air Italien (Au pays bleu) | 170  | Lá maior | Piano                            | Ária             | 1928    | [ n 165 ] |
| - La Nef Sacrée 1. Offertoire (Au Christ-Roi) 2. Offertoire (ou Communion) 3. Offertoire (La Madone) 4. Offertoire (Le 2 Novembre) 5. Offertoire (pour une Messe de Mariage) 6. Offertoire (pour la Toussaint) 7. Quatre Pastorales (pour la Messe de Minuit) 8. Marche Funèbre 9. Cortège Nuptial | 171  | 1 2 3 4 5 6 7 8 9 | Piano                            | Missa            | 1928    | [ n 166 ] |

## Composições com número WU/W
Nota: Esta tábula está ordenada por Título, Tom, Instrumentação, Gênero e Data (de criação ou publicação; algumas composições mostram ambas) e não ordenada por número WU/W ou Notas. A linha cinza escura ___ sob o Op. W 262-351 funciona como um divisor cronológico ordenado por data mostrando o período mais criativo da carreira musical de Chaminade.
| Title                                  | WU/W  | Tom                | Instrumentação              | Gênero           | Data    | Notas     |
| -------------------------------------- | ----- | ------------------ | --------------------------- | ---------------- | ------- | --------- |
| - Les Amazones                         | WU1   | Fá menor           | Orchestra                   | Sinfonia         | 1884    | [ n 167 ] |
| - Andante                              | WU2   | Ré maior           | Violino e Piano             | Música de câmara | 1884    | [ n 168 ] |
| - Andante Tranquillo                   | WU3   |                    | Violino e Piano             | Música de câmara | 1884    | [ n 169 ] |
| - Au Clair de la Lune                  | WU4   |                    | Voz e Piano                 | Peça             | ?       | [ n 170 ] |
| - Ballade à La Terre                   | WU5   |                    | Voz e Piano                 | Balada           | ?       | [ n 171 ] |
| - Callirhoë, Ballet Symphonique        | WU6   | →                  | Orquestra                   | Balé             | 1888    | [ n 172 ] |
| - La Capricieuse                       | WU7   |                    | Piano                       | Peça             | 1935-44 | [ n 173 ] |
| - La Chaise à Porteurs                 | WU8   | Dó maior           | Orquestra                   | Marcha           | 1890    | [ n 174 ] |
| - Comme Autrefois – Le Bon Vieux Temps | WU9   |                    | Piano                       | Peça             | 1935-44 | [ n 175 ] |
| - Concerto-Légende                     | WU10  | Ré menor           | Violino e Piano             | Música de câmara | 1890    | [ n 176 ] |
| - Les Deux Ménétriers                  | WU11  | Mi bemol menor     | Voz e Orquestra             | Vocal            | 1890    | [ n 177 ] |
| - Deux Pièces                          | WU12  | —                  | Vozes e Orquestra           | Vocal            | 1895    | [ n 178 ] |
| - Egmont                               | WU13  |                    | Solistas, Coral e Orquestra | Vocal            | 1907    | [ n 179 ] |
| - L'été                                | WU14  | Sol maior          | Voz e Orquestra             | Vocal            | 1894    | [ n 180 ] |
| - Le Gladiateur                        | WU15  |                    | Piano                       | Peça             | 1935-44 | [ n 181 ] |
| - Hymne                                | WU16  |                    | Solistas, Coral e Orquestra | Hino             | 1920-30 | [ n 182 ] |
| - Idylle Arabe                         | WU17  | Ré menor           | Orquestra                   | Peça             | 1890    | [ n 183 ] |
| - Légende du Vieux Manoir              | WU18  |                    | Piano                       | Peça             | 1935-44 | [ n 184 ] |
| - Marche Hongroise                     | WU19  |                    | Dois pianos                 | Marcha           | 1880    | [ n 185 ] |
| - Menuet                               | WU20  | Dó maior           | Orquestra                   | Minueto          | 1882    | [ n 186 ] |
| - Ne Nos Inducas In Tentationem        | WU21  |                    | Voz e Piano                 | Canção           | 1878    | [ n 187 ] |
| - O Salutaris                          | WU22  | Mi bemol maior     | Voz, Violino e Orgão        | Missa            | 1860    | [ n 188 ] |
| - Orientale                            | WU23  | Mi menor           | Orquestra                   | Capricho         | 1883    | [ n 189 ] |
| - Sérénade                             | WU24  | Lá bemol maior     | Orquestra                   | Serenata         | 1884    | [ n 190 ] |
| - Sérénade d'automne                   | WU25  | Si menor           | Orquestra                   | Serenata         | 1890    | [ n 191 ] |
| - La Sévillane                         | WU26  | Lá maior           | Orquestra                   | Abertura         | 1882    | [ n 192 ] |
| - Souvenirs d'Enfance                  | WU27  |                    | Piano                       | Melodia          | 1935-44 | [ n 193 ] |
| - Les Tambourinaires                   | WU28  |                    | Piano                       | Peça             | ?       | [ n 194 ] |
| - Tarentelle                           | WU29  | Ré maior           | Orquestra                   | Tarantela        | 1886    | [ n 195 ] |
| - Zingara                              | WU30  | Lá menor           | Orquestra                   | Peça             | 1885    | [ n 196 ] |
| - L'Heure du Mystère                   | W257  |                    | Voz e Piano                 | Canção           | 1878    | [ n 197 ] |
| - Ninette                              | W258  | Fá maior           | Voz e Piano                 | Canção           | 1878    | [ n 198 ] |
| - Les Papillons                        | W259  | Mi bemol menor     | Voz e Piano                 | Canção           | 1878    | [ n 199 ] |
| - Sous ta fenêtre                      | W260  |                    | Voz e Piano                 | Canção           | 1878    | [ n 200 ] |
| - Te souviens-Tu                       | W261  | Sol bemol maior    | Voz e Piano                 | Canção           | 1878    | [ n 201 ] |
| - Chanson slave                        | W262  | Fá menor           | Voz e Piano                 | Canção           | 1878    | [ n 202 ] |
| - Madeleine                            | W263  | Sol menor          | Voz e Piano                 | Canção           | 1880    | [ n 203 ] |
| - Souhait                              | W264  | Lá menor           | Voz e Piano                 | Canção           | 1886    | [ n 204 ] |
| - Ritournelle                          | W265  | Mi bemol maior     | Voz e Piano                 | Canção           | 1886    | [ n 205 ] |
| - Madrigal                             | W266  | Dó maior           | Voz e Piano                 | Canção           | 1886    | [ n 206 ] |
| - La Fiancée du Soldat                 | W267  | Ré menor           | Voz e Piano                 | Canção           | 1886    | [ n 207 ] |
| - La Fiancée du Soldat                 | W267a | Ré menor           | Piano                       | Peça             | 1912    | [ n 207 ] |
| - Auprès de ma mie                     | W268  | Sol maior          | Voz e Piano                 | Canção           | 1888    | [ n 208 ] |
| - L'ideal                              | W269  | Lá bemol maior     | Voz e Piano                 | Canção           | 1888    | [ n 209 ] |
| - Voisinage                            | W270  | Dó maior           | Voz e Piano                 | Canção           | 1888    | [ n 210 ] |
| - L'absente                            | W271  | Si bemol maior     | Voz e Piano                 | Canção           | 1886    | [ n 211 ] |
| - Sérénade                             | W272  | Fá menor           | Voz e Piano                 | Canção           | 1888    | [ n 212 ] |
| - Nice la belle                        | W273  | Ré bemol maior     | Voz e Piano                 | Canção           | 1889    | [ n 213 ] |
| - Fragilité                            | W274  | Si bemol menor     | Voz e Piano                 | Canção           | 1889    | [ n 214 ] |
| - Fleur jetée                          | W275  | Dó menor           | Voz e Piano                 | Canção           | 1889    | [ n 215 ] |
| - Amour d'automne                      | W276  | Mi bemol maior     | Voz e Piano                 | Canção           | 1889    | [ n 216 ] |
| - Les Deux Ménétriers                  | W277  | Mi bemol menor     | Voz e Piano                 | Canção           | 1890    | [ n 217 ] |
| - Rêve d'un soir                       | W278  | Ré maior           | Voz e Piano                 | Canção           | 1890    | [ n 218 ] |
| - Vieux Portrait                       | W279  | Ré menor           | Voz e Piano                 | Canção           | 1890    | [ n 219 ] |
| - Les rêves                            | W280  | Sol menor          | Voz e Piano                 | Canção           | 1891    | [ n 220 ] |
| - Plaintes d'amour                     | W281  | Dó maior           | Voz e Piano                 | Canção           | 1891    | [ n 221 ] |
| - Tu me dirais...                      | W282  | Fá maior           | Voz e Piano                 | Canção           | 1891    | [ n 222 ] |
| - Amoroso                              | W283  | Dó maior           | Voz e Piano                 | Canção           | 1891    | [ n 223 ] |
| - L'anneau d'argent                    | W284  | Mi bemol maior     | Voz e Piano                 | Canção           | 1891    | [ n 224 ] |
| - Colette                              | W285  | Mi bemol maior     | Voz e Piano                 | Canção           | 1891    | [ n 225 ] |
| - Sur la plage                         | W286  | Sol menor          | Voz e Piano                 | Canção           | 1892    | [ n 226 ] |
| - Berceuse                             | W287  | Mi bemol maior     | Voz e Piano                 | Canção           | 1892    | [ n 227 ] |
| - A l'inconnue                         | W288  | Lá maior           | Voz e Piano                 | Canção           | 1892    | [ n 228 ] |
| - Le rendez-vous                       | W289  | Ré menor           | Voz e Piano                 | Canção           | 1892    | [ n 229 ] |
| - Viens, mon bien-aimé!                | W290  | Mi bemol maior     | Voz e Piano                 | Canção           | 1892    | [ n 230 ] |
| - Invocation                           | W291  | Ré maior           | Voz e Piano                 | Canção           | 1893    | [ n 231 ] |
| - L'amour captif                       | W292  | Dó maior           | Voz e Piano                 | Canção           | 1893    | [ n 232 ] |
| - Ma prèmiere lettre                   | W293  | Lá menor           | Voz e Piano                 | Canção           | 1893    | [ n 233 ] |
| - Malgré nous                          | W294  | Lá bemol maior     | Voz e Piano                 | Canção           | 1893    | [ n 234 ] |
| - Les deux coeurs                      | W295  | Mi menor           | Voz e Piano                 | Canção           | 1893    | [ n 235 ] |
| - Si j'étais jardinier                 | W296  | Fá maior           | Voz e Piano                 | Canção           | 1893    | [ n 236 ] |
| - Le Noël des oiseaux                  | W297  | Mi maior           | Voz e Piano                 | Canção           | 1893    | [ n 237 ] |
| - Rosemonde                            | W298  | Dó maior           | Voz e Piano                 | Canção           | 1894    | [ n 238 ] |
| - Sérénade Sévillane                   | W299  | Fá maior           | Voz e Piano                 | Canção           | 1894    | [ n 239 ] |
| - Chanson Groënlandaise                | W300  | Lá menor           | Voz e Piano                 | Canção           | 1894    | [ n 240 ] |
| - Sombrero                             | W301  | Si bemol maior     | Voz e Piano                 | Canção           | 1894    | [ n 241 ] |
| - Mignonne                             | W302  | Fá maior           | Voz e Piano                 | Canção           | 1894    | [ n 242 ] |
| - L'été                                | W303  | Sol maior          | Voz e Piano                 | Canção           | 1894    | [ n 243 ] |
| - Ballade à la lune                    | W304  | Dó menor           | Voz e Piano                 | Canção           | 1894    | [ n 244 ] |
| - Chant d'amour                        | W305  | Ré bemol maior     | Voz e Piano                 | Canção           | 1894    | [ n 245 ] |
| - Villanelle                           | W306  | Ré maior           | Voz e Piano                 | Canção           | 1894    | [ n 246 ] |
| - Vieille chanson                      | W307  | Fá menor           | Voz e Piano                 | Canção           | 1894    | [ n 247 ] |
| - Trahison                             | W308  | Dó menor           | Voz e Piano                 | Canção           | 1894    | [ n 248 ] |
| - Aubade                               | W309  | Mi bemol maior     | Voz e Piano                 | Canção           | 1894    | [ n 249 ] |
| - Ressemblance                         | W310  | Ré bemol maior     | Voz e Piano                 | Canção           | 1895    | [ n 250 ] |
| - Ronde d'Amour                        | W311  | Sol maior          | Voz e Piano                 | Canção           | 1895    | [ n 251 ] |
| - Râvana                               | W312  | Lá menor           | Voz e Piano                 | Canção           | 1895    | [ n 252 ] |
| - Viatique                             | W313  | Si bemol maior     | Voz e Piano                 | Canção           | 1895    | [ n 253 ] |
| - Toi!                                 | W314  | Si bemol maior     | Voz e Piano                 | Canção           | 1895    | [ n 254 ] |
| - Chanson espagnole                    | W315  | Mi bemol maior     | Voz e Piano                 | Canção           | 1895    | [ n 255 ] |
| - Partout                              | W316  | Lá maior           | Voz e Piano                 | Canção           | 1895    | [ n 256 ] |
| - Espoir                               | W317  | Sol maior          | Voz e Piano                 | Canção           | 1895    | [ n 257 ] |
| - Sans Amour                           | W318  | Mi menor           | Voz e Piano                 | Canção           | 1895    | [ n 258 ] |
| - Mandoline                            | W319  | Dó maior           | Voz e Piano                 | Canção           | 1895    | [ n 259 ] |
| - Le ciel est bleu                     | W320  | Lá maior           | Voz e Piano                 | Canção           | 1895    | [ n 260 ] |
| - Mon Coeur Chante                     | W321  | Lá maior           | Voz e Piano                 | Canção           | 1896    | [ n 261 ] |
| - Fleur du matin                       | W322  | Ré maior           | Voz e Piano                 | Canção           | 1896    | [ n 262 ] |
| - Avril s'eveille                      | W323  | Ré maior           | Voz e Piano                 | Canção           | 1896    | [ n 263 ] |
| - Veux-tu?                             | W324  | Ré bemol maior     | Voz e Piano                 | Canção           | 1896    | [ n 264 ] |
| - Couplets bachiques                   | W325  | Ré maior           | Voz e Piano                 | Canção           | 1896    | [ n 265 ] |
| - Nuit d'été                           | W326  | Lá bemol maior     | Voz e Piano                 | Canção           | 1896    | [ n 266 ] |
| - Pièce Romantique                     | W327  | Sol maior          | Voz e Piano                 | Canção           | 1897    | [ n 267 ] |
| - Bleus                                | W328  | Ré maior           | Voz e Piano                 | Canção           | 1898    | [ n 268 ] |
| - Chanson triste                       | W329  | Ré menor           | Voz e Piano                 | Canção           | 1898    | [ n 269 ] |
| - Les présents                         | W330  | Mi bemol maior     | Voz e Piano                 | Canção           | 1898    | [ n 270 ] |
| - Mots d'amour                         | W331  | Dó maior           | Voz e Piano                 | Canção           | 1898    | [ n 271 ] |
| - Au pays bleu                         | W332  | Dó maior           | Voz e Piano                 | Canção           | 1898    | [ n 272 ] |
| - Amertume                             | W333  | Mi menor           | Voz e Piano                 | Canção           | 1898    | [ n 273 ] |
| - Vous souvient-il?                    | W334  | Fá maior           | Voz e Piano                 | Canção           | 1898    | [ n 274 ] |
| - La Chanson du Fou                    | W335  |                    | Voz e Piano                 | Canção           | 1899    | [ n 275 ] |
| - Immortalité                          | W336  | Ré maior           | Voz e Piano                 | Canção           | 1899    | [ n 276 ] |
| - Jadis                                | W337  | Lá menor           | Voz e Piano                 | Canção           | 1899    | [ n 277 ] |
| - Reste!                               | W338  | Si bemol maior     | Voz e Piano                 | Canção           | 1899    | [ n 278 ] |
| - Les Trois Baisers                    | W339  | Lá maior           | Voz e Piano                 | Canção           | 1899    | [ n 279 ] |
| - Rêves défunts                        | W340  | Mi maior           | Voz e Piano                 | Canção           | 1899    | [ n 280 ] |
| - Nuit Etoilée                         | W341  | Fá maior           | Voz e Piano                 | Canção           | 1899    | [ n 281 ] |
| - Le Beau Chanteur                     | W342  | Sol menor          | Voz e Piano                 | Canção           | 1900    | [ n 282 ] |
| - L'Extase                             | W343  | Ré bemol maior     | Voz e Piano                 | Canção           | 1900    | [ n 283 ] |
| - Nous Nous Aimions                    | W344  | Lá bemol maior     | Voz e Piano                 | Canção           | 1900    | [ n 284 ] |
| - C'etait en avril                     | W345  | Mi bemol maior     | Voz e Piano                 | Canção           | 1900    | [ n 285 ] |
| - L'allée d'émeraude et d'or           | W346  | Si bemol maior     | Voz e Piano                 | Canção           | 1900    | [ n 286 ] |
| - Petits Coeurs                        | W347  | Fá menor           | Voz e Piano                 | Canção           | 1900    | [ n 287 ] |
| - Console-moi                          | W348  | Ré maior           | Voz e Piano                 | Canção           | 1900    | [ n 288 ] |
| - Conte de Fées                        | W349  | Sol maior          | Voz e Piano                 | Canção           | 1900    | [ n 289 ] |
| - La Damoiselle                        | W350  | Lá menor           | Voz e Piano                 | Canção           | 1900    | [ n 290 ] |
| - Le Charme d'Amour                    | W351  | Fá menor           | Voz e Piano                 | Canção           | 1900    | [ n 291 ] |
| - Au Firmament                         | W352  | Mi maior           | Voz e Piano                 | Canção           | 1901    | [ n 292 ] |
| - Ton Sourire                          | W353  | Fá menor           | Voz e Piano                 | Canção           | 1901    | [ n 293 ] |
| - La Plus Jolie                        | W354  | Mi bemol maior     | Voz e Piano                 | Canção           | 1901    | [ n 294 ] |
| - L'Orgue                              | W355  | Sol menor          | Voz e Piano                 | Canção           | 1901    | [ n 295 ] |
| - Pourquoi?                            | W356  | Ré maior           | Voz e Piano                 | Canção           | 1901    | [ n 296 ] |
| - Alleluia                             | W357  | Dó maior           | Voz e Piano                 | Canção           | 1901    | [ n 297 ] |
| - Mirage                               | W358  | Lá bemol maior     | Voz e Piano                 | Canção           | 1902    | [ n 298 ] |
| - Écrin                                | W359  | Fá maior           | Voz e Piano                 | Canção           | 1902    | [ n 299 ] |
| - Infini                               | W360  | Sol maior          | Voz e Piano                 | Canção           | 1902    | [ n 300 ] |
| - Roulis Des Grèves                    | W361  | Mi menor           | Voz e Piano                 | Canção           | 1902    | [ n 301 ] |
| - Sommeil d'enfant                     | W362  | Fá maior           | Voz e Piano                 | Canção           | 1903    | [ n 302 ] |
| - Bonne Humeur                         | W363  | Lá maior           | Voz e Piano                 | Canção           | 1903    | [ n 303 ] |
| - Refrain de Novembre                  | W364  | Fá menor           | Voz e Piano                 | Canção           | 1903    | [ n 304 ] |
| - Exil (Chanson Ancienne)              | W365  | Fá menor           | Voz e Piano                 | Canção           | 1904    | [ n 305 ] |
| - Portrait                             | W366  | Lá maior           | Voz e Piano                 | Canção           | 1904    | [ n 306 ] |
| - Chanson forestière                   | W367  | Fá maior           | Voz e Piano                 | Canção           | 1904    | [ n 307 ] |
| - Menuet                               | W368  | Dó maior           | Voz e Piano                 | Canção           | 1904    | [ n 308 ] |
| - Départ                               | W369  | Fá maior           | Voz e Piano                 | Canção           | 1904    | [ n 309 ] |
| - N'est-ce pas?                        | W370  | Mi menor           | Voz e Piano                 | Canção           | 1904    | [ n 310 ] |
| - Son nom                              | W371  | Fá maior           | Voz e Piano                 | Canção           | 1904    | [ n 311 ] |
| - Dites-lui                            | W372  | Lá maior           | Voz e Piano                 | Canção           | 1905    | [ n 312 ] |
| - Voix du large                        | W373  | Lá menor           | Voz e Piano                 | Canção           | 1905    | [ n 313 ] |
| - Ses Yeux                             | W374  | Mi menor           | Voz e Piano                 | Canção           | 1905    | [ n 314 ] |
| - Avenir                               | W375  | Fá maior           | Voz e Piano                 | Canção           | 1905    | [ n 315 ] |
| - Amour invisible                      | W376  | Ré bemol maior     | Voz e Piano                 | Canção           | 1905    | [ n 316 ] |
| - La lune paresseuse                   | W377  | Fá maior           | Voz e Piano                 | Canção           | 1905    | [ n 317 ] |
| - La Reine de mon Cœur                 | W378  | Sol maior          | Voz e Piano                 | Canção           | 1905    | [ n 318 ] |
| - Un souffle a passé                   | W379  | Sol maior          | Voz e Piano                 | Canção           | 1906    | [ n 319 ] |
| - Chanson de neige                     | W380  | Fá sustenido menor | Voz e Piano                 | Canção           | 1906    | [ n 320 ] |
| - Chanson naïve                        | W381  | Lá menor           | Voz e Piano                 | Canção           | 1907    | [ n 321 ] |
| - Les Heureuses                        | W382  | Fá maior           | Voz e Piano                 | Canção           | 1909    | [ n 322 ] |
| - Lettres d'amour                      | W383  | Sol maior          | Voz e Piano                 | Canção           | 1910    | [ n 323 ] |
| - L'Ondine du Léman                    | W384  | Lá menor           | Voz e Piano                 | Canção           | 1910    | [ n 324 ] |
| - Voeu suprême                         | W385  | Sol maior          | Voz e Piano                 | Canção           | 1910    | [ n 325 ] |
| - Je Voudrais                          | W386  | Mi bemol maior     | Voz e Piano                 | Canção           | 1912    | [ n 325 ] |
| - Attente (Au Pays de Provence)        | W387  | Mi maior           | Voz e Piano                 | Canção           | 1914    | [ n 326 ] |
| - Chanson de mer                       | W388  | Fá menor           | Voz e Piano                 | Canção           | 1914    | [ n 326 ] |
| - Le Thrône du Vieux Roi               | W389  | Mi menor           | Voz e Piano                 | Canção           | 1914    | [ n 327 ] |
| - Le Village                           | W390  | Ré menor           | Voz e Piano                 | Canção           | 1915    | [ n 328 ] |
| - Sonne, Clairon (marche militaire)    | W391  | Sol maior          | Voz e Piano                 | Canção           | 1915    | [ n 328 ] |
| - L'Anneau du soldat                   | W392  | Mi maior           | Voz e Piano                 | Canção           | 1916    | [ n 329 ] |